# Susanne Lange (Kunstwissenschaftlerin)
Susanne Lange (* 1959 in Plettenberg) ist eine deutsche Kunstwissenschaftlerin, Sammlungsleiterin und Kuratorin.

## Leben
Susanne Lange studierte Germanistik, Kunstgeschichte und Kunstpädagogik an der Johann Wolfgang Goethe-Universität in Frankfurt am Main u. a. bei Otfried Schütz. 1989 bis 1994 war sie wissenschaftliche Mitarbeiterin am Museum für Moderne Kunst in Frankfurt/Main und Assistentin von Jean-Christophe Amman. Von 1994 bis 2007 leitete sie die Photographische Sammlung/Sk Stiftung Kultur, Köln mit den Sammlungen des August Sander Archivs, der Sammlung der DGPH und den Negativen von Bernd und Hilla Becher. 1998 promovierte sie über das Werk von Bernd und Hilla Becher. Ihre Doktorarbeit bildet die Grundlage des 2005 bei Schirmer/Mosel veröffentlichten Buches Bernd und Hilla Becher, Was wir tun, ist letztlich Geschichten erzählen....
In der Photographischen Sammlung/SK Stiftung Kultur in Köln kuratierte sie unter anderem Ausstellungen zu August Sander, Marcel Broodthaers, Lee Friedlander, Rosalind Fox Solomon, Bernd und Hilla Becher, Daido Moriyama, William Christenberry und Jim Dine.
Sie veröffentlichte zahlreiche Texte, Essays und Abhandlungen zur Photographie und zur zeitgenössischen Kunst, insbesondere zum Werk von Bernd und Hilla Becher, Marcel Broodthaers, William Christenberry, August Sander etc.

## Schriften
- August Sander. Thames & Hudson, London 2019. ISBN 978-0-500-41113-1
- William Christenberry, Working from Memory – Collected Stories.
 Compiled and edited by Susanne Lange, Steidl, Göttingen 2008. ISBN 978-3-86521-593-2
- Bernd und Hilla Becher - Was wir tun, ist letztlich Geschichten erzählen... Einführung in Leben und Werk von Susanne Lange.[4]
  Schirmer/Mosel, München 2005. ISBN 978-3-8296-0175-7
- August Sander. Linzer Jahre 1901–1909. Hrsg. Die Photographische Sammlung/SK Stiftung Kultur, Köln, und die Landesgalerie Linz am Oberösterreichischen Landesmuseum. Texte von Gabriele Conrath-Scholl, Martin Hochleitner und Susanne Lange. Schirmer/Mosel Verlag, München 2005, ISBN 3-8296-0217-0 (Buchhandelsausgabe).
- Bernd und Hilla Becher – Grundformen -Industrieller Bauten Anläßlich der Verleihung des Hasselblad Foundation International Award 2004 mit einer Einführung von Susanne Lange. Schirmer/Mosel, München, 2004. ISBN 3-8296-0150-6
- Bernd und Hilla Becher – Typologien – Mit der Werkchronologie von Susanne Lange und Texten von Armin Zweite, Thomas Weski und Ludger Derenthal, anläßlich der Ausstellung der Kunstsammlung Nordrhein-Westfalen, Düsseldorf, Centre Georges Pompidou, Paris, Staatliche Museen zu Berlin - Deutsches Centrum für Photographie im Hamburger Bahnhof. Schirmer/Mosel, München, 2004. ISBN 3-8296-0003-8
- Chapalingas. Photographien von Rosalind Solomon. Hrsg. Die Photographische Sammlung/SK Stiftung Kultur, Köln, Texte  Gabriele Conrath-Scholl, Susanne Lange, Ingrid Sischy, Göttingen: Steidl, 2003. ISBN 3-88243-877-0
- August Sander – Menschen des 20. Jahrhunderts • People of the 20th Century • Hommes du xxe siècle. Herausgegeben von Die Photographische Sammlung/SK Stiftung. Bearbeitet und neu zusammengestellt von Susanne Lange, Gabriele Conrath-Scholl, Gerhard Sander. 7 Bde. Schirmer/Mosel, München, 2002. ISBN 3-8296-0006-2
- August Sander – Menschen des 20. Jahrhunderts – Studienband. Konzipiert von Susanne Lange / Gabriele Conrath-Scholl. Herausgegeben von Die Photographische Sammlung/SK Stiftung, Köln. Schirmer/Mosel, München 2002. ISBN 978-3-8296-0024-8
- Susanne Lange [Hrsg.]: Bernd und Hilla Becher – Festschrift Erasmuspreis 2002 Schirmer/Mosel, München, 2002. ISBN 3-8296-0064-X
- Bernd und Hilla Becher – Industrielandschaften Mit einem von Susanne Lange geführten Interview. Schirmer/Mosel, München, 2002. ISBN 3-8296-0003-8
- Bernd und Hilla Becher – Zeche Hannibal 
 Mit einer Einführung von Susanne Lange und Els Barents. Anlässlich der Ausstellungen 
Bernd & Hilla Becher: Bergwerke, Objekt und Beschreibung in der Photographischen Sammlung/SK Stiftung, Köln, 1999 sowie Bernd & Hilla Becher: De Mijnen. im Huis Marseille, Stiftung für Photographie, Amsterdam, 2000. Schirmer/Mosel, München, 2002. ISBN 3-88814-937-1
- August Sander Herausgegeben von Manfred Heiting mit einem Text von Susanne Lange. Taschen, Köln 1999. ISBN 3-8228-7179-6
- William Christenberry - Mit Texten von Susanne Lange, Allen Tullos, Claudia Schubert. Anläßlich der Ausstellungen William Christenberry im Palais vor Schone Kunsten/Palais de Beaux-Arts, Brüssel und Die Photographische Sammlung/Sk Stiftung Kultur, Köln. Richter, Düsseldorf 2002. ISBN 3-933807-61-1
- Degrees of Stillness - Photographien aus der Sammlung Manfred Heiting.
 Anläßlich der Ausstellung in Die Photographische Sammlung/SK Stiftung, Köln mit einem begleitenden Text von Susanne Lange. Die Photographische Sammlung/SK Stiftung Kultur, Köln 1998
- Vergleichende Konzeptionen – August Sander, Karl Blossfeldt, Albert Renger-Patzsch, Bernd und Hilla Becher 
 Anläßlich der Eröffnungsausstellung der Photographischen Sammlung/SK Stiftung Kultur im Mediapark, Köln 1997. Konzept: Susanne Lange. Mit Texten von Gabriele Conrath-Scholl, Anne Ganteführer-Trier, Virginia Heckert und Susanne Lange. Schirmer/Mosel, München 1997. ISBN 3-88814-757-3
- August Sander. Photographien 1902–1939. Hrsg. Kulturstiftung der Länder in Verbindung mit der Kulturstiftung der Stadtsparkasse Köln. Mit Texten von Susanne Lange, Gabriele Conrath-Scholl. Patrimonia 99, Berlin / Köln 1995.
- August Sander. Köln wie es war. August Sander Werkausgabe. Hrsg. Kölnisches Stadtmuseum und August Sander Archiv/Kulturstiftung Stadtsparkasse Köln. Vorwort von Werner Schäfke und Susanne Lange. Texte von Susanne Lange und Christoph Kim. Köln 1995, ISBN 3-927396-65-6.
- Bernd und Hilla Becher – Häuser und Hallen 
Museum für Moderne Kunst, Frankfurt am Main 1992, mit einem Text von Susanne Lange. ISBN 3-88270-468-3
- Franz Erhard Walther - 1. Werksatz (1963 – 1969) 
Museum für Moderne Kunst, Frankfurt am Main 1991, mit einem Text von Susanne Lange. ISBN 3-88270-465-9